# Enrique Morris
Enrique "Henry" Ramón Morris De Olea (Manilla, 1874 - onbekend) was een voetballer met een Engelse vader en een Filipijns-Baskische moeder. 

## Voetbal
Morris kwam aan het einde van de negentiende eeuw naar Barcelona, toen zijn vader directeur werd bij een trammaatschappij. Als voetballer stond Morris bekend als Morris II, om hem te onderscheiden van zijn eveneens voetballende broers Samuel Alfredo Morris en Miguel Morris. Hij speelde voor Societat de Foot-ball de Barcelona (1895), Hispània FC (1901-1903), FC Barcelona (1902, 1903-1905) en Star FC (1909-1910). Morris won in 1901 met Hispània de Copa Macaya. In 1902 versterkte Morris samen met zijn twee broers tijdelijk FC Barcelona tijdens het toernooi om de Copa de la Coronación, het eerste Spaanse bekertoernooi en voorloper van de Copa del Rey. In de halve finale benutte hij een strafschop tegen Madrid FC (3-1). In de finale verloor Morris met Barça van Club Vizcaya Bilbao (2-1). De aanvaller stapte in 1903 definitief over naar FC Barcelona toen Hispània werd opgeheven. In 1905 won Morris met FC Barcelona de Campionat de Catalunya. Hij speelde bij Barça samen met onder meer Carles Comamala, de ontwerper van de tot op heden gebruikte escudo, het clublogo.

## Eerste Wereldoorlog
Morris vocht als luchtmachtpiloot in het Britse leger tijdens de Eerste Wereldoorlog.